# Glyphohesione klatti
Glyphohesione klatti är en ringmaskart som beskrevs av Friedrich 1950. Enligt Catalogue of Life ingår Glyphohesione klatti i släktet Glyphohesione och familjen Pilargidae, men enligt Dyntaxa är tillhörigheten istället släktet Glyphohesione och familjen Pilargiidae. Arten är reproducerande i Sverige. Inga underarter finns listade i Catalogue of Life.